# Scusate l'interruzione
Scusate l'interruzione è stato un programma televisivo di genere comico e satirico andato in onda su Rai 3 dal 19 marzo al 1º maggio 1990, il lunedì dalle 21:45 alle 22:20 e dal martedì al venerdì dalle 19:50 alle 20:00. Dopo 6 settimane, la striscia giornaliera venne sospesa per lasciare spazio alla tribuna elettorale, mentre alle 6 puntate serali in onda il lunedì se ne aggiunse un'altra, oltre ad una puntata speciale di congedo di 50 minuti andata in onda il giorno successivo.

## Il programma
Ideato da Valentina Amurri, Linda Brunetta e Serena Dandini, il programma era una presa in giro del Maurizio Costanzo Show, con personaggi inventati e altri parodiati dalla realtà intervistati da Serena Dandini, che era anche la conduttrice.
Le registrazioni della trasmissione furono svolte a Roma all'interno del teatro Trianon. Per ricostruire l'atmosfera di un comune salotto di una casa, la scenografia ideata da Anna Fadda prevedeva che la visione del pubblico dal palcoscenico apparisse come se gli spettatori fossero accomodati su un enorme divano rosso con attorno carta da parati a fiori rosa e anche un abat-jour e un telefono, mentre gli spettatori si ritrovavano di fronte il palco incorniciato in un enorme televisore con un monoscopio come sipario.

### Cast
Il cast del programma era composto da alcune attrici provenienti dalla precedente esperienza de La TV delle ragazze e da un gruppo di attori che fu poi confermato quasi in toto ad Avanzi l'anno successivo.
- Francesca Reggiani era: Marta Flavi,[5] esperta di problemi di cuore; una vigilessa;[5] Katia Ricciarelli;[4]
- Mario De Candia era: Luca Fanfareschi (imitazione di Luca Barbareschi), manager di sé stesso e artista pieno di sé;[4] un antiquario svizzero;[4] Roberto Bacio (imitazione di Roberto Baggio);[6]
- Cinzia Leone era: Edwige Fenech;[4] Francesca Dellera;[5] Anna Toxica (parodia di Anna Oxa);[4]
- Sabina Guzzanti era: Barbara Allerti (imitazione di Barbara Alberti);[5] Susanna Agnelli;[4] una trentina di personaggi portati all'interno del videobox, tra cui vecchiette, casalinghe, punk e artiste meridionali;[4]
- Angela Finocchiaro era: una sociologa che forniva un manuale di sopravvivenza urbana;[5]
- Stefano Masciarelli era: Tony Mancuso, operaio della FIAT;[5] un narcotrafficante;[5]
- Corrado Guzzanti era: Rokko Smithersons, regista romano di film horror;[5] Vittorio Sgarbi;[5] Donatella Raffai;[5]
- Vittorio Viviani era: un commercialista napoletano che cercava espedienti per non far pagare le tasse;[4] un cantante camorrista;[4]
- Luis Molteni era: Mister Molteni, un musicista straniero venuto in Italia per vedere la Torre di Pisa, che però è chiusa ai visitatori, e che nell'attesa si trattiene, fungendo da disturbatore del programma con le sue esibizioni musicali.[4][5]

Vi erano inoltre Elena Pandolfi, Patrizia Loreti e Antonello Fassari, che, insieme ad Angela Finocchiaro, realizzavano i falsi consigli per gli acquisti.